# Annelise Jørgensen
Annelise Jørgensen (4. oktober 1934) var en dansk atlet og medlem af AIK 95.

## Danske mesterskaber
- Sølv 1954  Højdespring 1,45
- Sølv 1953  Højdespring 1,50
- Guld 1952  Højdespring 1,50